# Тумаркин, Бенцион Моисеевич
Бенцио́н (Бенциа́н) Моисе́евич Тума́ркин (8 января 1917, Бельцы, Бессарабская губерния — 7 февраля 1991, Иваново) — советский дерматолог и венеролог, учёный-медик. Доктор медицинских наук (1965), профессор (1967).

## Биография
Родился в Бельцах Бессарабской губернии в бедной семье (отец занимался ремонтом калош). Учился в румынской гимназии Иона Крянгэ там же. Принимал участие в подпольной деятельности, в 1932 году был исключён из гимназии и арестован сигуранцей как руководитель подпольной молодёжной коммунистической организации «Красный школьник», после освобождения бежал с женой в СССР (1938). Был арестован и содержался сначала в Тирасполе, затем полтора года отбывал ссылку в Архангельске. После освобождения работал помощником рамщика на архангельском лесозаводе № 2 и заочно окончил педагогическое училище. Работал учителем математики в средней школе № 26 и одновременно с 1940 года учился в Архангельском медицинском институте. В 1941 году получил советское гражданство; судимость за нелегальный переход границы была упразднена в связи с вхождением Молдавии в состав СССР.
В 1943 году окончил Архангельский медицинский институт (сокращённый курс), затем клиническую ординатуру при кафедре кожных и венерических болезней, работал ассистентом кафедры и с 1944 года заведующим клинической, микробиологической и гистопатологической лабораторией. В 1946 году защитил кандидатскую диссертацию по теме «Хроническая язвенная пиодермия: клиника, этиология, патогенез и лечение» (научный руководитель профессор И. З. Талалов). В том же году вышла одноимённая монография Б. М. Тумаркина в двух томах «Хроническая язвенная пиодермия: клиника, этиология, патогенез и лечение». В мае 1948 года, в связи с переходом Архангельска на статус режимного города первой категории, был выслан из города. Преподавал на кафедре кожных и венерических болезней Кишинёвского медицинского института. В 1956 году возглавил клиническое отделение Свердловского научно-исследовательского кожно-венерологического института, в 1961—1967 годах был заместителем директора по научной работе этого института, затем в 1968—1987 годах заведовал кафедрой дерматовенерологии Ивановского медицинского института. В 1965 году защитил диссертацию доктора медицинских наук по теме «Материалы к клинике, этиологии, патогенезу и лечению хронических пиодермитов».
Основные труды посвящены этиологии, патогенезу, лечению и профилактике хронических пиодермитов, эпидемиологическим, генетическим и патогенетическим аспектам псориаза, особенностям клиники, течения, патогенеза, профилактики и лечения дерматозов у рабочих текстильных предприятий. Автор монографии «Основы наружной терапии в дерматовенерологии» (с соавторами, 1982), практического пособия «Хронические гнойничковые болезни кожи» (1960). Был председателем Ивановского областного научного учёного общества дерматовенерологов.

## Семья
Вторым браком был женат на заведующей кафедрой акушерства и гинекологии Ивановского медицинского института, профессоре Лидии Александровне Мозжухиной. Сын, кандидат медицинских наук Моисей Бенцианович Тумаркин, — российский дерматолог, художник, автор монографий «Клиническая вариабельность псориаза и дифференцированное ведение больных в условиях поликлиники», «Лечение и профилактика псориаза» (1992) и «Клинико-топографические ориентиры диагностики кожных и венерических болезней» (1995).

## Учебные пособия
- Контрольные вопросы по кожным и венерическим болезням для самостоятельной работы студентов педиатрического факультета. Министерство здравоохранения РСФСР, Ивановский государственный медицинский институт, 1974.
- В помощь студентам лечебного факультета для самостоятельной подготовки по дерматологии: методическое пособие (с соавторами). Министерство здравоохранения РСФСР, Ивановский государственный медицинский институт, 1975.
- Клинические задачи по дерматологии: методические указания для самостоятельной работы студентов (с соавторами). Министерство здравоохранения РСФСР, Ивановский государственный медицинский институт, 1980.
- Методические указания к составлению учебной истории болезни в клинике кожных и венерических болезней. Министерство здравоохранения РСФСР, Ивановский государственный медицинский институт, 1981.
- Основы наружной терапии в дерматологии: методические рекомендации для самостоятельной работы студентов. Министерство здравоохранения РСФСР, Ивановский государственный медицинский институт, 1982.
- Гонорея мужчин: методическая разработка для самостоятельной подготовки студентов (с соавторами). Министерство здравоохранения РСФСР, Ивановский государственный медицинский институт, 1988.
- Пиодермиты: методические разработки для самостоятельной подготовки студентов (с соавторами). Министерство здравоохранения РСФСР, Ивановский государственный медицинский институт, 1988.
- Грибковые заболевания. Кератомикозы, эпидермомикозы: методические разработки для самостоятельной подготовки студентов (с соавторами). Министерство здравоохранения РСФСР, Ивановский государственный медицинский институт, 1990.
- Туберкулёз кожи: методические разработки для самостоятельной подготовки студентов (с соавторами). Министерство здравоохранения РСФСР, Ивановский государственный медицинский институт, 1991.
- Нейродерматозы (зудящие заболевания кожи): методические разработки для самостоятельной подготовки студентов. Министерство здравоохранения РСФСР, Ивановский государственный медицинский институт, 1991.
- Лечение и профилактика псориаза: методическое письмо для врачей. Ивановский государственный медицинский институт, 1992.
- Чесотка: методическая разработка для студентов, интернов, клинических ординаторов (с соавторами). Ивановская государственная медицинская академия, 1994.
- Клинико-топографические ориентиры диагностики кожных и венерических болезней: пособие для врачей. Иваново: ИГМА, 1995.
- 256 ситуационных задач по дерматовенерологии: учебное пособие для студентов, интернов, клинических ординаторов (с соавторами). Ивановская государственная медицинская академия, 1997.
- Болезни и синдромы с кожной симптоматикой: справочник для врачей (с Э. Д. Головиновым). Ивановская государственная медицинская академия, 2000. — 262 с.

## Награды
- Медаль «За доблестный труд в Великой Отечественной войне 1941—1945 гг.»
- значок «Отличнику здравоохранения»